# Леверкузен
Леверку́зен (нем. Leverkusen) — внерайонный город и средний центр (по немецкой классификации), расположенный на юге земли Северный Рейн-Вестфалия. Город относится к административному округу Кёльна, географически расположен на исторической территории Бергишес-Ланд и Рейнской области. В Леверкузене река Вуппер впадает в Рейн.
Город расположен на северо-восточной границе с Кёльном и относится к Рейнско-Рурскому столичному региону. Имея 163,8 тысяч жителей (по данным на конец 2018 года), этот город является один из самых маленьких городов в списке крупных городов земли. В Леверкузене находится штаб-квартира фармацевтической компании «Байер» и одноимённый футбольный клуб. Город был основан в 1930 году в результате слияния города Висдорф с коммунами Шлебуш, Штайнбюхель и Райндорф.

## Этимология
Город обязан своим именем фармацевту и предпринимателю-химику Карлу Леверкузу, чья семья происходила из хофшафта Леверкузен в районе современного города Ремшайд. Леверкуз основал химический завод около Висдорфа на Рейне примерно в середине XIX века и дал поселению своих рабочих название Леверкузен — так называлось родовое гнездо в Леннепе. В 1930 году название перешло на вновь основанный город Леверкузен.

## История
Современная территория города была сформирована в 1975 году путем слияния Леверкузена с районным городом Опладен и городом Бергиш-Нойкирхен и присоединения посёлка Хитдорф, ранее являвшимся частью города Монхайм. Тогда же город был разделён на три административных округа, два из которых были сформированы на территории Опладена (округа II и III). Таким образом, в Леверкузене имеются три крупных центра со своими пешеходными зонами. Они расположены в районах Леверкузен-Митте (Висдорф), Шлебуш и Опладен. Опладен также известен как ворота в Бергишес-Ланд. Городские районы Бергиш-Нойкирхен, Кеттинген, Люценкирхен, Штайнбюхель и частично Шлебуш находятся на западном склоне земли Бергишес-Ланд. Остальная часть города находится на Нижнерейнской низменности.
27 июля 2021 года на заводе по сжиганию опасных отходов центра утилизации в химпарке Chempark в Леверкузене произошёл взрыв. Пострадало три резервуара, в которых находились растворители — производственные отходы клиентов Chempark — с уровнем заполнения от 200 до 300 кубометров на резервуар. После взрыва в городе выпала сажа. О выпадении сажи сообщалось от Бюрига до границы Кюперштега, Опладена, Кетингена и Люценкирхена. Частицы размером от цента до одного евро, имели маслянистую консистенцию. Власти рекомендовали не заносить сажу в квартиры. К 29 июля были найдены тела 5 погибших, еще 2 человека числились пропавшими.

## География

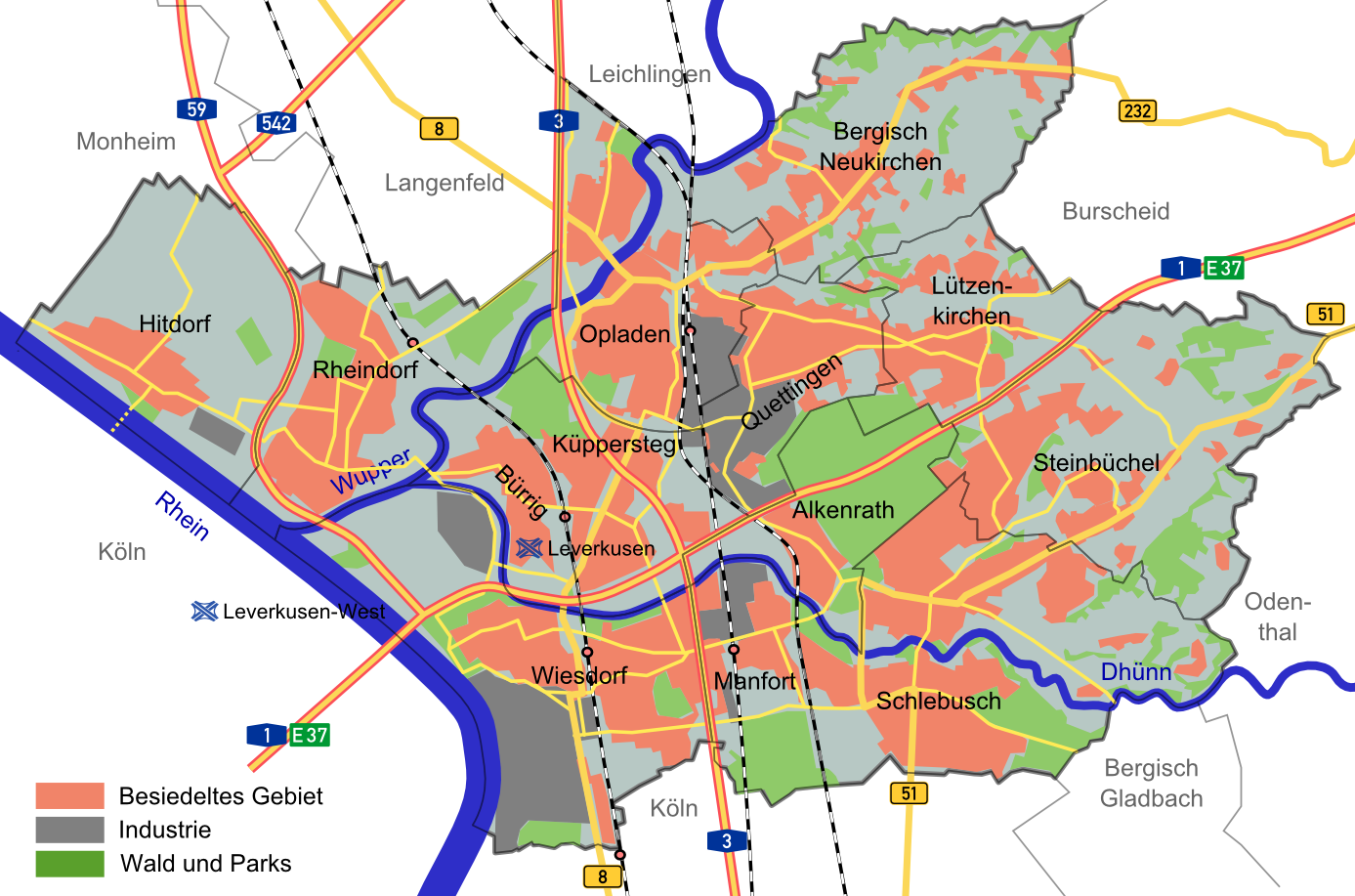
Карта Леверкузена.

Леверкузен расположен на правом берегу Нижнего Рейна, в низовьях Вуппера и его притока Дюнна. Рейн — естественная граница города на западе. Примерно в 10 км к югу расположен Кёльн, на севере — Монхайм-на-Рейне и Лангенфельд. Восточная часть города простирается в предгорьях Бергишес-Ланд.
Самая высокая точка Леверкузена находится на границе с городом Буршайд, у предприятия по производству компоста Хайлигенайхе. Её абсолютная отметка составляет 198,7 м над уровнем моря. Самая низкая точка города с отметкой 35,1 м ниже уровня моря находится на Рейне, у входа в порт Хитдорфа. Общая длина городской границы равна 56 километров. С севера на юг город простирается на 8,9 км, а с запада на восток на 15,3 км.

## Население
Диалект, на котором говорят местные жители Леверкузена, является главным образом северным средне-франконским диалектом рипуарской группы диалектов, также известным как «кёльнский диалект». В восточных районах города говорят на бергишских диалектах.

## Улицы
- Московская улица

## Достопримечательности
- Бай-Арена — футбольная арена команды леверкузенского Байера.
- Бушбергзе (нем. Buschbergsee — в переводе «озеро Бушберг») — охраняемый крупный биотоп, расположенный в черте города.